# Maksymilian I Bawarski
Maksymilian I Wittelsbach (ur. 17 kwietnia 1573 w Monachium, zm. 27 września 1651 w Ingolstadt) – książę Bawarii od 1597 roku, elektor Palatynatu Reńskiego w latach 1623-1648, elektor Bawarii od 1648 roku.

## Życiorys
Syn Wilhelma V księcia Bawarii i Renaty Lotaryńskiej. Jego dziadkami byli: Albrecht V Wittelsbach i Anna Habsburg oraz Franciszek I Lotaryński i Krystyna Oldenburg, księżniczka duńska. Miał szóstkę rodzeństwa: Marię Annę żonę arcyksięcia Ferdynanda Habsburga; Filipa Wilhelma, kardynała, biskupa Ratyzbony; Ferdynanda arcybiskupa Kolonii, Alberta księcia bawarskiego; Magdalenę żonę księcia Wolfganga Wittelsbacha.

Został wychowany przez jezuitów. Studiował na uniwersytecie w Ingolstadt razem z kuzynem, przyszłym cesarzem Ferdynandem II. Od 1591 brał udział w sprawowaniu rządów, a w 1597 przejął władzę w Bawarii po abdykacji swego ojca. W 1607, wykonując rozkaz cesarza zdobył protestanckie miasto Donauwörth, co spowodowało wystąpienie zaniepokojonych książąt, którzy utworzyli Unię Ewangelicką. W odpowiedzi Maksymilian stanął na czele utworzonej przez siebie Ligi Katolickiej.
Po wybuchu wojny trzydziestoletniej, oddał w 1619 wojska Ligi Katolickiej do dyspozycji cesarza Ferdynanda II. 8 listopada 1620 wojska bawarskie pod wodzą Johana von Tilly rozbiły wojska czeskich protestantów króla Fryderyka V w bitwie na Białej Górze. W 1623 cesarz oficjalnie przyznał mu tytuł elektorski, odebrany palatynowi reńskiemu Fryderykowi V.
Mocą podpisanego w 1648 pokoju westfalskiego, Maksymilian zachował dziedziczny tytuł elektorski arcyklucznika Rzeszy. Otrzymał również Górny Palatynat. Ustanowiono również zakaz dziedziczenia Palatynatu Dolnego przez elektorów Bawarii w razie wymarcia linii palatynackiej.
6 lutego 1595 roku ożenił się z księżniczką Elżbietą Lotaryńską (1574-1635), córką księcia Karola III Lotaryńskiego i Klaudii de Valois. Para nie miała dzieci.
15 lipca 1635 roku w Wiedniu ożenił się ze swoją siostrzenicą Marią Anną Habsburżanką, córką cesarza Ferdynanda II Habsburga i Marii Anny Wittelsbach. Para miała dwóch synów:
- Ferdynanda (1636-1679) - elektora Bawarii
- Maksymiliana (1638-1705) - księcia Bawarii